# Neoleptoneta valverdae
Neoleptoneta valverdae là một loài nhện trong họ Leptonetidae.
Loài này thuộc chi Neoleptoneta. Neoleptoneta valverdae được Willis J. Gertsch miêu tả năm 1974.